# Agrioglypta proximalis
Agrioglypta proximalis is een vlinder uit de familie van de grasmotten (Crambidae), uit de onderfamilie van de Spilomelinae. De wetenschappelijke naam van deze soort is voor het eerst gepubliceerd in 1962 door Paul Ernest Sutton Whalley.
De soort komt voor in de Solomonseilanden.